# 2352 Курчатов
2352 Курчатов (енгл. 2352 Kurchatov) је астероид главног астероидног појаса са средњом удаљеношћу од Сунца која износи 3,110 астрономских јединица (АЈ).
Апсолутна магнитуда астероида је 11,1.